# Чулюк-Заграй Олександр Олександрович
Чулюк-Заграй Олександр Олександрович (16 серпня 1934, Верхівцеве, Дніпропетровська область) — співак (бас), Заслужений артист УРСР (1967).
Народився у родині залізничників. Закінчив Верхівцевську середнью школу № 17 Сталінської залізниці.
У 1958 році закінчив Київську консерваторію (клас Олени Степанової), з того ж року соліст Українського театру опери та балету.
Серед партій:
- Гремін,
- Кончак («Князь Ігор»),
- Пімен,
- Досифей,
- Князь Потоцький («Богдан Хмельницький»),
- Дон Базіліо,
- Мефістофель

Лауреат Всесоюзного конкурсу вокалістів ім. Глінки (1960).